# Ready to Strike
Ready to Strike è il primo album dei King Kobra, uscito nel 1985 per l'Etichetta discografica Capitol Records.
I brani "Hunger" e "Piece of the Rock" erano stati composti dai Kick Axe su commissione del loro produttore Spencer Proffer, per essere assegnati ai Black Sabbath. Questi ultimi rifiutarono però di appropriarsi dei pezzi, e Proffer li assegnerà infine ai King Kobra.

## Tracce
1. Ready to Strike – 5:19
2. Hunger – 3:24
3. Shadow Rider – 4:02
4. Shake Up – 3:28
5. Attention – 3:41
6. Breakin' Out – 3:57
7. Tough Guys – 4:19
8. Dancing With Desire – 5:33
9. Second Thoughts – 3:45
10. Piece of the Rock – 3:32

## Formazione
- Mark Free - voce
- David Micheal Philips - chitarra, sintetizzatori, cori
- Mick Sweda - chitarra, sintetizzatori, cori
- Johnny Rod - basso, cori
- Carmine Appice - batteria, percussioni, cori